# Jonas Galvidis-Bikaukas
Jonas Galvidis-Bikaukas, litovski general, * 1864, † 1943.